# Алан Рамзи (поет)
Алан Рамзи (на английски: Allan Ramsay) е шотландски поет и драматург.
Роден е на 15 октомври 1686 година в Ледхилс в семейството на надзорника на местните оловни мини. Чиракува за перукер и след 1709 година установява успешна дейност като майстор на перуки в Единбург. Започва да се интересува от литература и да пише първите си стихове, а след това отваря собствена книжарница. Сред видните фигури на ранното Шотландско Просвещение, той е автор на пасторални неокласически стихове и изиграва важна роля и за продължаването на традицията на поезията на шотландски. Негов син е известният портретист Алан Рамзи.
Алан Рамзи умира на 7 януари 1758 година в Единбург.